# Woningmarkt

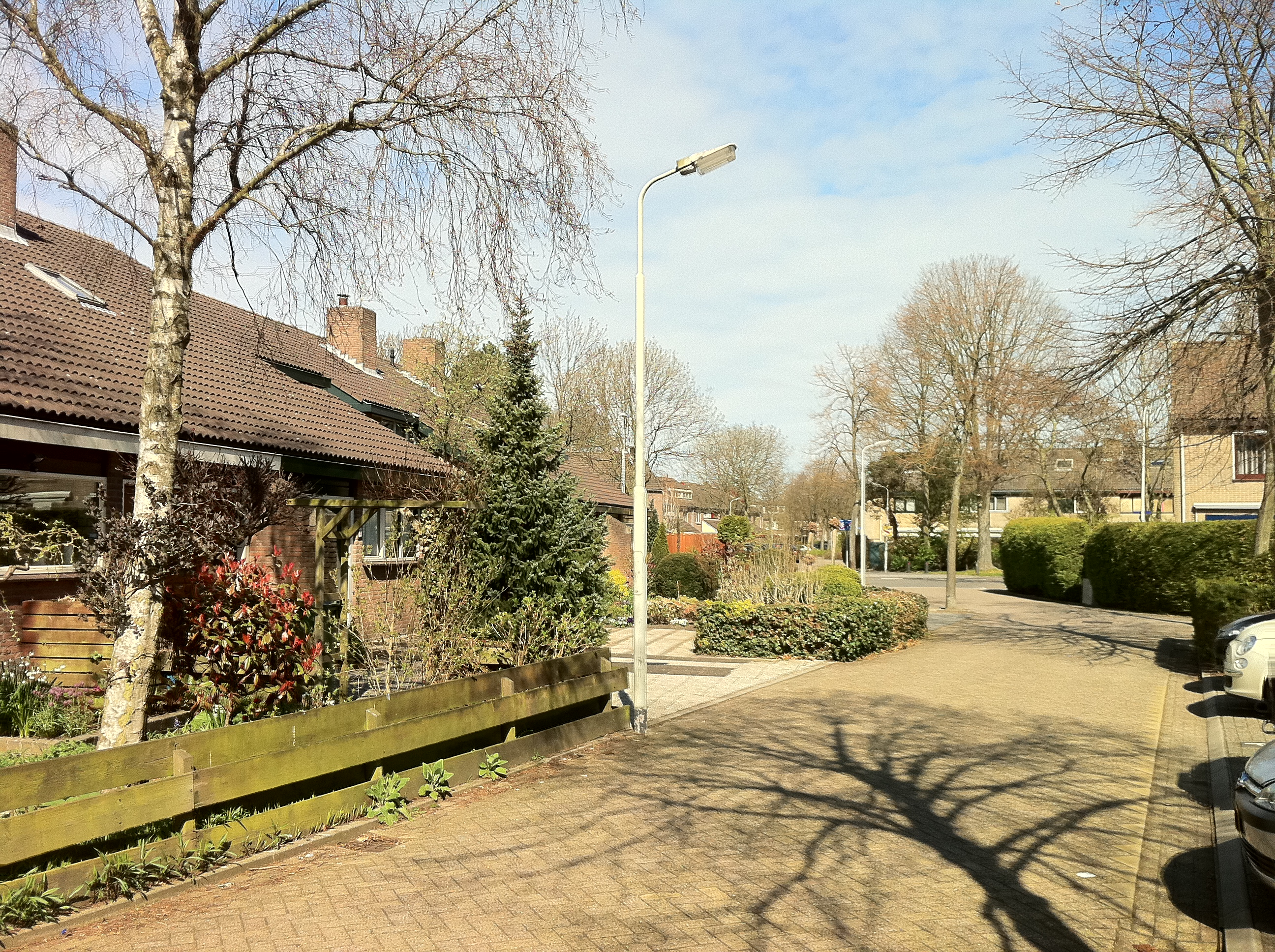
Woningen in een Zaanse nieuwbouwwijk uit de jaren 1975-1990

De woningmarkt is het krachtenveld van vraag naar en aanbod van woonruimte in een bepaald gebied. Het aanbod van woonruimte bestaat uit woonruimte die gekocht en gehuurd kan worden. Een woningmarkt kent minder vrijheid dan andere economische krachtenvelden, omdat de overheid regels stelt aan de kwaliteit van de woonruimte en aan de huurprijzen die gevraagd mogen worden. Ook past woonruimte zich minder makkelijk aan aan veranderende vraag naar woonruimte. De lange bestaansduur van een woning, de fixatie aan de plaats en de benodigde grote investering in één keer tekenen de woningmarkt.
Te weinig vergunde plaatsen waar gebouwd mag worden, te veel regulering op vlak van bouwvoorschriften en NIMBY-gedrag van buurtbewoners die niet willen dat er bijgebouwd wordt in hun buurt, zijn belangrijke oorzaken van hoge woningprijzen en de woningnood.

## Voorraadmarkt

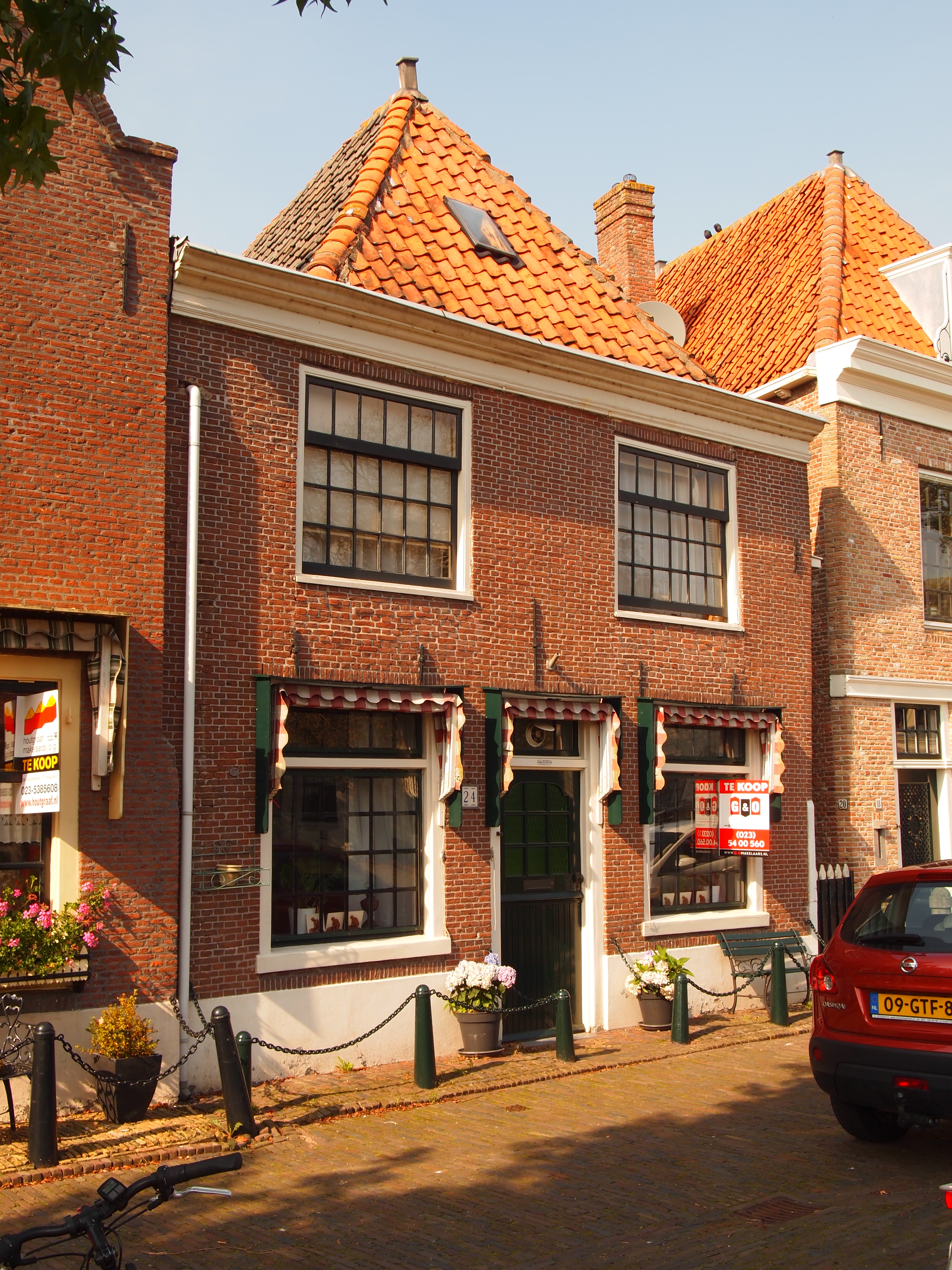
Koopwoningen in de verkoop in Spaarndam

In de woningmarkt zijn institutionele spelers (overheid, woningcorporaties), grote marktpartijen (projectontwikkelaars) en particulieren met een eigen huis als aanbieders van woonruimte actief.
De woningmarkt is een voorraadmarkt; in Nederland wordt per jaar niet meer dan anderhalf procent aan de woningvoorraad toegevoegd. Alleen daardoor al kan het aanbod zich niet direct aan een veranderende vraag aanpassen. De woningvoorraad is heterogeen: woningen verschillen naar bouwperiode, type, kwaliteit, beheersvorm, locatie en woonomgeving. Tussen de deelmarkten is in verschillende mate substitutie mogelijk; tekorten en overschotten kunnen naast elkaar bestaan.

## Overheidsingrijpen
De bijzondere kenmerken van de woningmarkt, het recht op fatsoenlijk onderdak in de Universele Verklaring van de Rechten van de Mens, en de erkenning van het belang van een goede huisvesting voor de volksgezondheid hebben in de loop der jaren tot intensieve bemoeienis van de overheid met deze markt geleid. In veel landen worden zo maatregelen genomen om speculatie met woningen tegen te gaan, woningleegstand te beperken en huurders te beschermen.
In Nederland wordt in artikel 22, tweede lid van de Grondwet de bevordering van voldoende woongelegenheid tot voorwerp van zorg voor de overheid gerekend. De invulling en omvang van deze publieke taak is vastgelegd in regelgeving, waaronder de Woningwet. Het overheidsingrijpen in de woningmarkt kan worden beoordeeld op grond van een sociaal-economische motievenanalyse. Hierbij worden een allocatie-, herverdelings- en stabilisatiemotief onderscheiden.

### Huurmarktregulering
Een woning wordt daarmee gezien als meer dan een economisch object; het is een onderkomen en daarmee een eerste levensbehoefte. Recht op huisvesting kan als een sociaal grondrecht worden gezien, waarbij de overheid een inspanningsverplichting heeft. Overheden proberen daarom op verschillende manieren de woningmarkt te reguleren, zowel bij de huurwoningen als koopwoningen. Op de huurmarkt kan dit inhouden:
- Huurplafonds.
- Wettelijke bescherming voor huurders. Zo kan in Nederland een huurcontract niet zomaar beëindigd worden en kan huur niet zomaar verhoogd worden.
- Specifieke regels betreffende onderhoud zodat de volksgezondheid niet lijdt onder achterstallig onderhoud.
- Recht op ongestoord huurgenot en privacy. Zelfs de verhuurder heeft zonder toestemming van de huurder in principe geen toegang tot het verhuurde, ook al is hij juridisch eigenaar.
- Het opzetten van sociale woningcorporaties die woningen bezitten en verhuren aan lagere inkomens.
- Maatregelen ter beperking van leegstand en speculatie.

### Koopmarktregulering

Woningmarktregio's Nederland (2024).
Amersfoort/Noord-Veluwe/Zeewolde
Arnhem/Nijmegen
Drechtsteden/Hoeksche Waard
Food Valley
Fryslân
Groningen/Drenthe
Haaglanden/Midden-Holland/Rotterdam
Holland Rijnland
Limburg
Metropoolregio Amsterdam
Metropoolregio Eindhoven
Noord-Holland Noord
Noordoost Brabant
Oost Nederland
U16
West-Brabant en Hart van Brabant
Woongaard
Zeeland
Zwolle/Stedendriehoek

Ook de koopmarkt wordt vaak gereguleerd. Het eigen woningbezit wisselt per gebied en per land. Dit is mede afhankelijk van economische factoren en de sturingsmechanismen van de overheid. In veel landen waar de overheid streeft naar een zich vergrotend eigen woningbezit bestaan stimuleringsmaatregelen als de mogelijkheid om aankopen via een gegarandeerde lening gefinancierd te krijgen of belastingtechnische maatregelen. In Nederland is een bekende belastingtechnische maatregel de hypotheekrenteaftrek.

### Woningtekort en marktwerking
De Nederlandse overheden, rijk, provincie en gemeenten, hebben een grote invloed op het functioneren van de woningmarkt. Enerzijds stimuleert de Rijksoverheid de vraag door de hypotheekrenteaftrek en de huurtoeslag. Anderzijds beperkt dezelfde Rijksoverheid het aanbod door de woningcorporaties zwaar te belasten met verhuurdersheffing en vennootschapsbelasting. Sinds de invoering van deze belastingen is de bouwproductie van de woningcorporaties meer dan gehalveerd. De overheden beperken de bouwproductie voorts door een stringent beleid van ruimtelijke ordening.
Resultaten van enerzijds het stimuleren van de vraag en anderzijds het beperken van het aanbod zijn een toenemend woningtekort en explosieve prijsstijgingen in huur- en koopmarkt. ‘De Nederlandse woningmarkt is kapot’ wordt er wel gezegd, voornamelijk door de strenge bestemmingsplannen opgelegd door de overheid, waardoor er te weinig nieuwe woningen kunnen worden bijgebouwd.
Een opmerkelijk punt is nog dat men de prijzen die nu ontstaan op de markt gewoon ‘marktprijzen’ noemt, maar dat die prijzen ontstaan als resultaat van vraagstimulering door de Rijksoverheid en beperking van het aanbod door de overheden. Zo wordt er ook gesteld dat huurders van woningcorporaties profiteren van lagere huren (lager dan de markthuren). Anderzijds heeft ongeveer een derde van de huurders van woningcorporatie de huurtoeslag nodig om de huur te kunnen betalen. En het Nibud constateert in september 2019 dat bijna de helft van de Nederlandse huurders na het betalen van de huur te weinig overhoudt om redelijk rond te komen.

### Grondwaardebelasting
Om speculatie op grond tegen te gaan kan een grondwaardebelasting worden ingevoerd. Een grondwaardebelasting neemt financiële prikkels weg om ongebruikte grond uitsluitend voor prijsstijging in bezit te houden, waardoor meer grond beschikbaar is voor productief gebruik. Een grondbelasting verlaagt de grondprijs, als alle andere variabelen constant blijven. De huur die voor grond in rekening wordt gebracht, kan ook dalen als gevolg van efficiëntiewinsten als speculanten stoppen met het oppotten van ongebruikte grond.

## Vastgoedeconomie
De woningmarkt maakt deel uit van de vastgoedeconomie. Hierbij wordt uitgegaan van een gebied dat demografisch deel uitmaakt van een economisch en sociaal verband. Per gebied of land kunnen de gegevens van de woningmarkt bekeken worden en vergeleken met andere landen en met elkaar.